# Медесно
Меде́сно (бел. Мядзе́сна) — озеро в Городокском районе Витебской области Белоруссии. Относится к бассейну реки Овсянка, протекающей через озеро.

## География
Озеро Медесно располагается в 30 км к северо-востоку от города Городок, южнее деревни Заречье. Высота над уровнем моря — 151,5 м.
Через водоём протекает река Овсянка. Выше по её течению расположено озеро Вышедское, ниже — озеро Тиосто. Две небольшие реки впадают в заливы в южной части озера Медесно: на юго-западе — Кудинка, на юго-востоке — Мыльна.
Площадь зеркала составляет 1,47 км², длина — 3,3 км, наибольшая ширина — 1,09 км. Длина береговой линии — 9,86 км. Наибольшая глубина — 4,4 м, средняя — 2,8 м. Объём воды в озере — 4,14 млн м³. Площадь водосбора — 351 км².

## Морфология
Котловина сложного типа, лопастной формы, вытянутая с севера на юг. Склоны крутые, песчаные, покрытые лесом. Высота склонов достигает 15 м, на востоке — 27 м. Береговая линия извилистая, образует несколько заливов и полуостровов. Берега низкие (высотой 0,1—0,2 м), песчаные (местами песчано-глинистые), поросшие кустарником. Пойма шириной от 10 до 100 м, заболоченная, также поросшая кустарником.
Мелководье узкое, песчаное. Глубже дно плоское, выстланное глинистым илом. В заливах на юго-западе и юге распространены тонкодетритовые и кремнезёмистые сапропели. В южной части озера присутствует остров площадью 1 га. Между островом и юго-западным берегом находится наиболее глубокое место.

## Гидрология
Водная толща хорошо перемешивается до дна и интенсивно насыщается кислородом. Минерализация воды составляет 160—190 мг/л, прозрачность — 0,9 м, цветность — 60—70°. Водоём подвержен эвтрофикации.

## Флора и фауна
Озеро зарастает до глубины 3 м. Прибрежная растительность формирует полосу шириной до 20 м.
В воде обитают лещ, щука, окунь, плотва, язь, линь, краснопёрка и другие виды рыб. Проводится промысловый лов рыбы.

## Рекреационное использование
На озере Медесно организовано платное любительское рыболовство и разрешена подводная охота в светлое время суток.
На юго-западном берегу озера находится база отдыха.